# Chi more pe' mme
Chi more pe' mme è il primo album in studio del gruppo musicale italiano Co'Sang, pubblicato nel 2005.

## Tracce
1. Intro (prod. Luchè) – 1:21
2. Chello ca veco (prod. Luchè) – 3:06
3. Int'o rione (prod. Luchè) – 4:26
4. Buonanotte pt.1 (prod. Luchè) – 3:01
5. Fuje tanno (prod. Luchè) – 4:33
6. Undaground faja (feat. 2Bad) (prod. Luchè) – 4:06
7. Niente 'a vedé cu' ll'ati (Freestyle) (prod. O'Red) – 1:37
8. Pe' chi nun crere (prod. Luchè) – 3:50
9. Chi more pe' mme (prod. Luchè) – 4:43
10. 'O spuorco (feat. Lucariello) (prod. O'Red) – 4:50
11. Pomeriggio pigro (prod. Luchè) – 3:28
12. Try Me (feat. Elementree) (prod. O'Red) – 3:33
13. Buonanotte pt.2 (prod. Luchè) – 3:13
14. Povere mmano (prod. Luchè) – 4:09
15. Raggia e tarantelle (prod. Luchè) – 3:26
16. Poesia cruda (feat. Fuossera) (prod. Luchè) – 4:56

## Classifiche
| Classifica (2024) | Posizione massima |
| ----------------- | ----------------- |
| Italia            | 8                 |